# Семенчук Григорій Васильович
Григо́рій Васильович Семенчу́к (нар. 19 червня 1991 у Хмельницькому) — український поет, музикант, культурний діяч.

## Біографія
Народився у 1991 році в місті Хмельницькому. Куратор і продюсер багатьох мистецьких проєктів. Голова Львівської міської громадської організації "Мистецька рада "Діалог" (з 2015 року), директор літературного фестивалю “Місяць авторських читань у Львові” (з 2015 року)
Має численні публікації в пресі та інтернет-часописах. У 2012 році було представлено дебютну поетичну книгу автора «Внутрішній джихад» ("Видавництво Meridian Czernowitz"), у 2015 - другу поетичну збірку «MORE віршів і пісень» («Видавництво Старого Лева»), а у 2021 - збірку поезій "Згідно з оригіналом" ("Видавництво "Люта справа")
Учасник багатьох літературних і музичних фестивалів («Київська Барикада», «День Незалежності з Махном», «Fortmissia», «Потяг до Яремче», "Meridian Czernowitz", "Книжковий арсенал", Rotterdam Poetry Festival, Ляйпцизький книжковий ярмарок, "Форум видавців у Львові", Франкфуртський книжковий ярмарок, Salzburg Literaturfest, Festywal Milosza, Translatorium, Conrad Festival, Фестиваль Ї, Svet knihy Praha, BRAK, Західфест, Respublica, Bookspace, Parade-fest, Маріупольська книжкова толока, «Свято музики у Львові», Флюгери Львова).
Вірші перекладались німецькою, французькою, англійською, румунською, польською, чеською, словацькою, італійською, російською та білоруською мовами .
Упорядник антології сучасної української поезії  «Letters from Ukraine» \ «Листи з України» (2016, ЛМГО «Мистецька рада «Діалог»). Співупорядник україно-австралійської поетичної антології «AU\UA» (разом з Лесом Віксом і Юрієм Завадським).
Співкоординатор літературного формування «Західний Фронт Молодої Поезії» (2008 - 2011 рр).
Програмний директор Львівського міжнародного літературного фестивалю (2009-2015 рр.), програмний директор Форуму видавців у Львові (2013-2015 рр.).  Літературний координатор Львівського соціокультурного часопису «Просто Неба» (2008-2013 рр.).
Національний делегат від України у міжнародному русі "Емаус", член громадської організації "Спільнота взаємодопомоги "Емаус-Оселя"
Разом з Юрком Іздриком започаткував музичний гурт «DRUMТИАТР». В 2015-ому році створив спільно з німецькою поетесою Ulrike Almut Sandig поетичний гурт "Landschaft". В 2018 році Семенчук створив сольний проєкт BRAT, із яким видав три альбоми.
Живе і працює у Львові.

## Дискографія

### BRAT
- V$TAVЛЯЄ (2018) Альбом
- TOMOS (2019) EP
- Культурний шок (2020) Альбом

### Landschaft
- Landschaft (2018) Альбом

### «DRUMТИАТР»
- TRUBA (2015) EP